# ジョン・ヨンファ
ジョン・ヨンファ（정 용화、1989年6月22日 - ）は、韓国の歌手、俳優。男性3人組ロックバンドCNBLUEのリーダーであり、メインボーカルとリズムギター、ピアノを担当している。本貫は東萊鄭氏。ソウル特別市生まれ、釜山広域市育ち。身長179.6cm。体重65kg。血液型はA型。

## 幼少期

### 誕生
- 1989年6月22日、2男の末子としてソウル特別市で生まれ、2歳の時に釜山直轄市(現･釜山広域市)に転居、釜山ウォンツ小学校から南山中学校、南山高校へと進学した。以前のインタビューで故郷は釜山だと思っていると語っている。某インターネットサイトに投稿されたスキー場の写真がきっかけでソウルにもその名が知れわたり、芸能スカウトが足しげく釜山に通い口説き落とした、というエピソードの持ち主。[要出典]
- ヨンファが生まれた時、釜山の祖母が白潭寺を訪れ、彼の運勢を聞いた。「美しく育てたら、世界を揺らすことになる子供だ （아이를 깨끗하게 키우면 세상을 뒤 흔들 아이다）」と僧侶に予言されたという。（2011年5月6日放送 SBS『スター楽しい里帰りタルゴナ』祖母のインタビューより）
- 子供の頃、家族でよくスキー場に行っていた。リフトに3歳年上の兄と乗っているとき、小さなヨンファが落ちそうになるアクシデントが起こった。兄が献身的にもヨンファの手を離さなかったため、転落事故にはならなかったが、その状況を遠くから見ていた母親は大変肝を冷やした。リフトから下りてきたヨンファは、泣いている母親に「僕は大丈夫だから、心配しないで」と言葉をかけ慰めた。「まだ小さな子供が、とても怖い思いをしたのに、どうして自分のことでなく母親を心配することができるのだろう」と母親は大変驚き、彼の生まれ持った強さと優しさに感動したという。母親がヨンファの芸能界入りを反対したのも、このように彼が優しすぎるからだった。しかしヨンファはデビュー後、一度も自分に弱音を吐くことがなかったと同ビデオ内で語っているが、練習生の頃はギターの練習が嫌で逃げ出したことがあったようだ。(「美男ですね」の時のFNC代表のエピソードより)

### 学生時代
- 中学の体力測定でのエピソード。トップと1周以上差が開けば脱落というルールの長距離走で、ヨンファがトップで走っていて最下位の生徒に追いつきそうになると、追い抜かずにゆっくり隣を走りながら「頑張れ」と笑顔で激励した。トップに追いついた2位以下の生徒たちはその行動を見て、同じように追い抜かずに彼の後ろを走り、結果クラス全員が完走できた。（韓国のファン専用掲示板jungyonghwa.netに2012年9月に投稿された中学時代の同級生のコメントより）

### CNBLUE
- 『美男ですね』でデビューし、その後CNBLUEとしてもデビューした。デビュー当時、名前が売れていたのはヨンファだけだったため、彼は単独でバラエティなどに積極的に出演したが、実はそうして得た出演料などから払われるCNBLUE4人のメンバーの給料は均等割りだった。ヨンファが一人で奮闘し、深夜に帰ってくるのを合同宿舎で待っている日々だった他のメンバーは、リーダーであるヨンファに申し訳なく思っていたという。ちなみに、この給料の均等割りは、2013年末まで継続されていたようである。（韓国テレビ番組などのインタビューより）

## 略歴
- 2009年にリーダーを務めるロックバンドCNBLUE（씨엔블루）のメンバーとともに音楽修業のため日本へ留学し、同年8月19日に『Now or Never』を発売、日本でインディーズデビュー。このアルバムに収録されている「Love Revolution」を作詞、「Just Please」を作詞・作曲した。
- 2009年10月7日、SBSドラマ『美男ですね』にシヌ役として出演し、韓国では歌手としてより先に俳優としてデビューする。放送当時「タオル男」「ミルク男」というニックネームを得る。
- 2010年1月14日、CNBLUEのメインボーカル兼ギタリストとしてアルバム『bluetory』を発売、本国の韓国でも歌手活動をスタートした。ドラマでの認知度にも支えられ、デビュー直後からチャートイン、デビュー14日目にして地上波音楽番組で1位となる記録となった。2014年に他グループに記録を破られるまで、韓国歌謡界での地上波デビュー最短1位記録保持グループであった。
- 2010年5月3日、CNBLUEの韓国公式ファンクラブ「BOICE」を設立、5月7日には日本公式ファンクラブ「BOICE JAPAN」を設立した。
- 2010年5月19日、韓国で2枚目となるミニアルバム『Bluelove』を発売。5月20日Mnet「Mカウントダウン」に出演してカムバック後、様々な音源チャートで1位となり、地上波音楽番組でも1位となった。
- 2010年7月31日、韓国では珍しくデビュー年に初単独コンサート「Listen to the CNBLUE」を開催した。
- 歌手活動以外では、2009年12月6日から2010年3月までレギュラーを務めたMBC「俺たちの夜 ハンターズエコハウス」を始め、2010年7月から2011年3月までSBS『人気歌謡』のMCを務め、2009年・2010年2年連続で『SBS歌謡大典』のMCも務めた。この他にも『ランニングマン』（最多ゲスト出演記録保持）、『夜なら夜ごと』、『黄金漁場』、『強心臓』、『ハッピートゥゲザー』、『アンニョンハセヨ』など多くの芸能番組に出演している。
- 2010年2月から2011年4月まで、少女時代のソヒョンとMBC『私たち結婚しましたシーズン2』に「仮想夫婦」として出演した。
- 2011年1月、最初のデジタルソロシングル「初めて愛する恋人たちのために（パンマルソング）」を発売し、音源チャート2週連続1位を獲得した。
- 日本では2010年6月23日、アルバム『The Way』のタイトル曲で初めてオリコンにチャートインし、シングルチャートデイリー11位、「I don’t know why」（9月16日発売）はオリコンシングルデイリーチャート7位（オリコンインディーズ週間チャート1位）を獲得、2011年1月9日に発売された「RE-MAINTENANCE」の収録曲「Try again, Smile again」ではオリコンシングルチャートデイリー2位を記録した（3曲ともジョン・ヨンファが作詞作曲）。アルバム発売記念の日本ツアーは、インディーズにして全席完売となった。
- 2011年9月1日、日本でインディーズ最後のアルバム『392』を発売してオリコンデイリーアルバム3位（オリコンインディーズ週間1位）を獲得。2011年9月10日、日本の幕張メッセで開かれたリンキン・パーク単独公演のオープニング・アクトを務めた。2011年9月25日にはインディーズグループとして初めて横浜アリーナで単独公演を行い、1万5000席は即完売した。
- 2011年10月19日、自らが作曲を手掛けた「In My Head」で日本メジャーデビュー。オリコンシングルデイリーチャート3位を記録しアルバムセールスは10万枚を超えた。アルバム発売記念に新宿アルタ前で行ったゲリラライブでは、1万4000人余りが集まり、開始5分でやむを得ず中止せざるをえない事になった。
- 2012年2月1日に日本で2枚目のシングル「Where you are」を発売、タイトル曲とカップリング曲の「feeling」を作詞作曲した。これは初日に3万2000枚以上を売り上げ、オリコンシングルデイリーチャート1位を獲得、さらにメジャーデビュー4ヶ月にしてオリコンシングル週間チャートでも1位となった。週間チャート1位を海外バンドが獲得したのは1971年以来41年ぶりである。その後も毎年アルバムを発売し、年間10万人以上を動員する全国ツアーも行っている。（以降日本のバンド活動についての詳細は「CNBLUE」に記述）
- 2011年3月21日、韓国で初のフルアルバム『FIRST STEP』を発売。音盤10万枚以上のセールスを記録し、発売直後からリアルタイムチャートとデイリーチャートなどで1位を獲得、カムバック1週間後の3月31日にはMnet「Mカウントダウン」で1位となり、各地上波音楽番組で1位を獲得、デビュー後初めてMnet「Mカウントダウン」とKBS「ミュージックバンク」でトリプルクラウン（3週連続1位）も達成した。
- 2011年6月から8月まで韓国ドラマ『オレのことスキでしょ。』で主人公のイ・シン役を演じ、ヒロインのパク・シネと2度目の共演となった。
- 2012年3月16日、韓国でのミニアルバム『EAR FUN』発売にさきがけ、自身が作詞作曲を手がけた「まだ愛してる」の音源を公開。オンライン音源サイトで1位を獲得した。
- 2012年6月7日に発売された同じ事務所所属の歌手JUNIELのデビューアルバムに作曲家として参加すると同時に、自ら作曲した「パボ（馬鹿）」をデュエット、さらにミュージックビデオにも出演した。この曲は先行して2012年5月22日に音源とミュージックビデオが公開された。音源は公開と同時にリアルタイム音源チャートで上位圏にランキングされた。
- 2012年7月8日、SBS週末ドラマ『紳士の品格』に特別出演。脚本家キム・ウンスクから熱烈なラブコールを受け、ヒロインの生徒だったCNBLUEのメンバー、ジョン・ヨンファ役として登場し、この回の瞬間視聴率1位を獲得した。
- 2012年7月から日本のフジテレビで「オレのことスキでしょ。」が放送開始。放送を記念して7月16日に国際フォーラムで行われたドラマ公式ファンミーティングでは、2公演のチケット1万席が即完売した。
- 2012年7月30日、自身が広告モデルでもあるTGIフライデーズのブランドソング「Friday」を発表。
- 2012年7月30日、同じ事務所所属の女性グループAOAのデビューアルバムに自ら作詞作曲した「Love is only you」を提供。韓国ではこの時点ではまだ自作曲での活動をしていなかったが、本国での作曲家としての実績も徐々に積み上げて行った。
- 2012年11月2日にチリで開催された「MUSIC BANK IN CHILE」ではMCを務めるとともに、スペシャルステージとしてソロで舞台に上がり「Love Me Tender」を歌った。さらにこの「Love Me Tender」、および出演者全員で歌ったエンディング曲「アリラン」のアレンジも任され、クレジットにジョン・ヨンファの名前を刻んだ。
- 2012年12月5日、日本の音源サイトdwangoでK-POP OST部門の着信音チャートでドラマ『オレのことスキでしょ。』のOSTが2012年の年間ランキングで1位を獲得した。
- 2012年12月8日、「第1回Kドラマスターアワード」において『オレのことスキでしょ。』が日本を始めとする海外で大ヒットした功績を認められ、韓流スター賞を受賞した。
- 2012年12月28日、『KBS歌謡大祝祭』のMCに抜擢。
- 2013年1月14日、韓国で初の自作曲をタイトル曲にしたアルバム『Re:BLUE』を発売。収録曲6曲のうち5曲をジョン・ヨンファの自作曲で満たしたこのアルバムは、自作曲での活動を心待ちにしていた本国のファンから大きな愛を受けた。韓国では音楽番組の特性上、生ライブは不可能とされていたが、カムバックの舞台から音響設備と舞台装置等の設置費用を自ら負担することを条件に、番組内でオールライブを披露。その後も主要音楽番組の製作陣が協力して計7回もオールライブを収録し、その模様が放送された。
- 2013年1月15日、マレーシアで行われた「第27回ゴールデンディスク授賞式」のスペシャルMCを務める。
- 2013年1月25日、Re:BLUEがビルボードのワールドアルバムチャート1位を記録。
- 2014年2月24日、韓国で5枚目のアルバム『Can't stop』を発売。こちらもタイトル曲を始めとする6曲中5曲の作詞作曲を手掛けた。
- 2014年5月27日、アメリカLAドジャー・スタジアムで開催されたKorea Nightで韓国の国家を斉唱。
- 2014年9月21日、日本のパシフィコ横浜大ホールにて自身初のソロファンミーティング「1st Fan Meeting in Japan 『Sweet Melody』」を開催。1日2公演のチケットも即完売した（計1万人）。
- 2015年1月20日、デビュー5年目にしてソロデビューアルバム『ある素敵な日』を発売。全10曲を自らが作詞作曲、10曲中8曲はアレンジまでも手がけ、自らの思いを込めたアルバムとなった。先行公開曲「Mileage」では、ヤン・ドングンとコラボし、ポップでコミカルなイメージのミュージックビデオではダンスも披露し新たな一面を見せた。このほかVerbal Jintやユン・ドヒョン、中華圏のスターJJ Lin（林俊傑）らとのコラボレーションも実現した。タイトル曲の「ある素敵な日」は韓国の主要地上波音楽番組で4冠に輝いた。
- 2015年3月4日、「ある素敵な日 〜Japan Special Edition〜」を発売。韓国版とは異なり、タイトル曲の日本語バージョンに加えGLAYのTAKUROが作詞した「君を好きになってよかった」が特別収録されている。
- 2015年2月27日から初のソロコンサート「One Fine Day」アジアツアーを開催。日本では東京2公演、大阪2公演に続き3月28日に東京で追加公演を行ったが、ファンからの熱い要望により、2015年5月6日に日本武道館にてアンコールコンサートを行った。日本以外ではソウル（追加公演を含め3公演）、香港、上海、タイ、北京、シンガポール、台湾、広州で開催。
- 2015年7月18日、19日の両日にソウルオリンピック公園のオリンピックホールにて、日本に続き韓国でも「One Fine Day」ツアーのアンコールコンサート「One More Fine Day」を開催。
- 2016年1月18日、2016 Gucci FW男性ファッションショーに韓国人男性芸能人として初めて招待され出席。
- 2016年2月、映画デビュー作鋒味江湖之決戦食神への出演が決まりアン・ポール役（主演）を引き受ける。この映画は2017年2月に中国大陸全土をはじめ香港・台湾・オーストラリア・ニュージーランド・アメリカ・カナダ・イギリス・アイルランド・マレーシアなど、世界各国にて順次公開された。中国の俳優ニコラス・ツェー、葛優、アンソニー・ウォンらと共演。
- 2017年5月22日より、カン・ホドン、キム・ヒソンと「島銃士」に出演している。現在韓国にて毎週月曜日21：30に放送中。日本でもM netにて8月19日から日本初放送。
- 2017年7月19日、ソロとしては初のミニアルバム『DO DISTURB』を発売し、タイトル曲「That Girl (Feat. Loco)」でカムバック。2年半ぶりに韓国でソロ活動を行い、5日間でHanteo加盟店のみでも50,000枚以上を売り上げた。
- 2017年8月22日より、大阪2日間・横浜3日間のソロツアーを行う。プレミアムライブで高倍率となりファンクラブ先行でも落選者が続出。急きょ9月と10月に神戸と幕張で追加公演が決定している。
- 2018年3月入隊、2019年11月除隊。
- 2021年6月20日、KAVECONおよびOlleh tvを通じてオンラインファンミーティング「2021 JUNG YONG HWA ONLINE FAN MEETING ヨンステイ」を開催する。

## 人物

### プロフィール
- 家族構成は、父、母、兄。特技と趣味は音楽鑑賞と曲作り、ギター、ピアノ演奏、バスケットボール、スノーボード。
- 共演してみたい日本のアーティストとして、B'z、Mr.Children、GLAYを挙げている[4]。

### ニックネーム
- ヨンファル - 本人がツイッターでつぶやいた学生時代のニックネーム。2015年2月に放送された番組『ジョン・ヨンファのホログラム』でも釜山の友達からこう呼ばれている。
- ヨンヨン - 2013年の番組インタビューで仲間内からどう呼ばれているかと聞かれ、自らが答えたニックネーム。
- ヨンチョディン（ヨン小学生） - 『私たち結婚しました』でヨンファがステージやドラマでの姿とは異なり、幼稚ないたずらをしたりするところが子供のようだったことから、仮想の妻のソヒョンが名づけたニックネーム。
- タオル男、ミルク男 - 2009年に『イケメンですね』が放送された当時、ヨンファがミルク、タオルで女性を配慮して守ったのが話題になり、視聴者が付けた。

## パフォーマンス
- ヨンファは危機的な状況でも、機転を利かせたステージパフォーマンスを披露する。生放送で行われていた2010年12月30日KBS歌謡大祭の中で、CNBLUEの放送時、突然ヨンファのマイクの音が出なくなるアクシデントが発生した。大舞台で自分のマイクが故障していることに気がついた彼は、自分とメンバーのマイクを素早く交換し、何事もなかったかのように生放送を切り抜けた。新人だったにもかかわらずこの臨機応変な行動には、大きな賞賛が寄せられた。[要出典]
- 2014年12月、日本で行われたFNC Kingdomで、ヨンファのギターが機材の問題で音が出なくなるというアクシデントが起こった。その時、演奏していたLadyの間奏部分に、ヨンファのギターソロパートがあったが、彼はその部分を得意のBeatBoxでカバーし、見守るメンバーとファンを驚かせた。

## 作品

### 作詞と作曲
- 日本初のミニアルバム『Now or Never』
  - Love Revolution（作詞）
  - Just Please（作詞・作曲）
- 日本の2番目ミニアルバム『Voice』
  - Y、Why ...（作詞と作曲）
- 日本初の正規アルバム『ThankU』
  - Intro（作曲）
- 韓国2番目ミニアルバム『Bluelove』
  - 愛の光（作詞と作曲）
  - Tattoo（作詞と作曲）
- 日本の最初のシングルアルバム『The Way』
  - One Time（作詞と作曲）
  - Ready N Go（作詞）
- 日本の2番目シングルアルバム『I don't know why』
  - I don't know why（作詞と作曲）
- 日本3番目シングルアルバム『RE-MAINTENANCE』
  - Try again、Smile again（作詞と作曲）
  - Don't say goodbye（作曲）
- 韓国初のソロシングル『初めて愛する恋人たちのために（パンマルソング）』（作詞と作曲）
- 韓国初の正規アルバム『First Step』
  - LOVE girl（作詞と作曲）
  - 想像（imagine）（作詞）
- 韓国初のリパッケージアルバム『FIRST STEP +1（PLUS ONE）THANK YOU』
  - Don't say good bye（作曲）

（以降詳細は「CNBLUE」に記述）

### シングルとOST
CNBLUEとしての活動は除く。
| 発売日         | アルバム                                  | 曲                                                                                      | 備考                                                                           |
| -------------- | ----------------------------------------- | --------------------------------------------------------------------------------------- | ------------------------------------------------------------------------------ |
| 2009年10月14日 | SBS『イケメンですね』OST                  | アポイント                                                                              | ラップ                                                                         |
| 2011年1月14日  | 初めて愛する恋人たちのために              | パンマルソング                                                                          | 公認カップルソング、自作曲                                                     |
| 2011年6月29日  | MBC『オレのことスキでしょ。』OST Part1    | オレのことスキでしょ。                                                                  | 『オレのことスキでしょ』主題歌                                                 |
| 2011年7月13日  | MBC『オレのことスキでしょ。』OST Part3    | 恋しくて                                                                                | 作曲                                                                           |
| 2012年6月7日   | JUNIEL『My First June』                   | バカ                                                                                    | 作曲、プロデュース、デュエット、MV出演                                         |
| 2015年1月20日  | 1stソロアルバム『ある素敵な日』           | ある素敵な日                                                                            | 作詞、作曲、プロデュース、コラボレーション、MV出演                             |
| 2016年1月15日  | ソヌ・ジョンアとの『交感』プロジェクト    | 息、花火                                                                                | コラボレーション、MV出演                                                       |
| 2016年6月8日   | Vibe『Vibe Vol.7』                        | 情熱ページ                                                                              | フィーチャリング                                                               |
| 2017年1月4日   | VIXXラビ『R.EAL1ZE』                      | 私一人で家に                                                                            | コラボレーション、MV出演                                                       |
| 2017年7月19日  | ソロミニアルバム『DO DISTURB』            | That Girl(ft.Loco)                                                                      | 作詞、作曲、プロデュース、フィーチャリング、MV出演                             |
| 2017年8月9日   | 2ndソロアルバム『Summer Calling』         | Summer Dream                                                                            | 作詞、作曲                                                                     |
| 2018年5月21日  | プロジェクト「FEEL THE FIVE “Y”」         | 手紙（Letter）                                                                          | 兵役期間中に先行配信シングルとして新曲を発表する[FEEL THE FIVE“Y”]プロジェクト |
| 2018年10月26日 | プロジェクト「FEEL THE FIVE “Y”」         | BROTHERS                                                                                | 兵役期間中に先行配信シングルとして新曲を発表する[FEEL THE FIVE“Y”]プロジェクト |
| 2019年4月5日   | プロジェクト「FEEL THE FIVE “Y”」         | Melody                                                                                  | 兵役期間中に先行配信シングルとして新曲を発表する[FEEL THE FIVE“Y”]プロジェクト |
| 2019年8月2日   | プロジェクト「FEEL THE FIVE “Y”」         | Jellyfish                                                                               | 兵役期間中に先行配信シングルとして新曲を発表する[FEEL THE FIVE“Y”]プロジェクト |
| 2019年10月30日 | プロジェクト「FEEL THE FIVE “Y”」         | The Moment                                                                              | 兵役期間中に先行配信シングルとして新曲を発表する[FEEL THE FIVE“Y”]プロジェクト |
| 2019年8月9日   | 3rdソロアルバム『FEEL THE Y'S CITY』      | The Moment                                                                              | 作詞、作曲                                                                     |
| 2020年5月11日  | プロジェクト「和答」                      | 「Would you marry me？（Feat. イ・ジュン、Highlight ユン・ドゥジュン、ZE:A グァンヒ）」 | 作詞、作曲                                                                     |
| 2020年10月29日 | MBC『私を愛したスパイ 』OST Part1         | キスしてみようか                                                                        | 作曲、編曲                                                                     |
| 2021年4月14日  | KBS『テバク不動産』OST Part1              | I Got Ya                                                                                | 共同作曲                                                                       |
| 2021年4月14日  | 中国語ソロアルバム「和.唱 STAY IN TOUCH」 | CHECKMATE（R3HAB REMIX）                                                                | 共同作曲                                                                       |
| 2021年5月20日  | 中国語ソロアルバム「和.唱 STAY IN TOUCH」 | 10,000 HOURS（Global Chinese Version）                                                  | 共同作曲                                                                       |

## ライブ・イベント

### コンサートツアー
| 日程       | タイトル                                          | 会場                                                                                    |
| ---------- | ------------------------------------------------- | --------------------------------------------------------------------------------------- |
| 2015年5月  | 2015 JUNG YONG HWA LIVE in JAPAN 〈One Fine Day〉 | 3月7日・8日東京国際フォーラム ホールA（東京） 3月14日・15日グランキューブ大阪           |
| 2017年9月  | JUNG YONG HWA JAPAN CONCERT 2017 "Summer Calling" | 9月9日・10日幕張メッセイベントホール（千葉） 10月7日・8日神戸ワールド記念ホール（兵庫） |
| 2017年12月 | JUNG YONG HWA JAPAN CONCERT 2017 "Summer Calling" | 12月20日パシフィコ横浜国立大ホール（神奈川）                                            |

### ファンミーティング
| 日程       | タイトル                                                                     | 会場                                                                                  |
| ---------- | ---------------------------------------------------------------------------- | ------------------------------------------------------------------------------------- |
| 2014年9月  | ジョン・ヨンファソロファンミ―ティング「Sweet Melody」1st FanMeeting In Japan | 9月21日 パシフィコ横浜国立大ホール（神奈川）                                          |
| 2019年12月 | JUNG YONGHWA Solo Fanmeeting 2019 in JAPAN 「Y's Home」                      | 12月24日25日 パシフィコ横浜国立大ホール（神奈川） 12月27日 神戸国際会館こくさいホール |

## 出演

### 映画
- 鋒味江湖之決戦食神 (2017年2月公開)　3D - アン・ポール役（主演）
- P1H：新しい世界の始まり（2020年）

### テレビドラマ
- 美男ですね（2009年10月7日 - 11月26日、SBS） - カン・シヌ役（芸能界と演技デビュー）
- オレのことスキでしょ。（2011年6月29日 - 8月18日、MBC） - イ・シン役（初主演）
- 紳士の品格 第13話（特別出演）（2012年7月8日、SBS） - ジョン・ヨンファ役
- 未来の選択（2013年10月14日 - 12月3日、KBS） - パク・セジュ役
- 三銃士（2014年8月17日 - 11月2日、tvN） - パク・ダルヒャン役（主演）
- 恋するパッケージツアー〜パリから始まる最高の恋〜（2017年10月13日 - 11月18日、JTBC） - サン・マル役（主演）
- テバク不動産（2021年、KBS） - オ・インボム役
- 頭脳共助（2023年、KBS） - シン・ハル役

### バラエティ番組
- SBS歌謡大典（2009年12月29日・2010年12月29日、SBS） - MC
- 俺たちの夜 ハンターズエコハウス（2009年12月6日 - 2010年3月21日、MBC） - レギュラー出演
- 私たち結婚しました（2010年2月27日 - 2011年4月2日、MBC） - 少女時代ソヒョンと仮想夫婦としてレギュラー出演
- SBS人気歌謡（2010年7月17日 - 2011年3月13日、SBS） - MC
- 愛分かち合いコンサート（2010年11月14日、SBS） - MC
- 夜なら夜ごと（2010年11月15日 - 2011年7月7日、SBS） - MC
- ジョン・ヨンファのホログラム（2015年1月22日- 2月12日、Mnet）- 企画・演出・出演
- 知ってるお兄さん（2017年） - ゲスト出演
- ラジオスター（2017年） - ゲスト出演
- 人生酒場（2017年） - ゲスト出演
- アブノーマル会談（2017年） - ゲスト出演
- 島銃士（2017年5月22日-放送中） - レギュラー出演
- パク・ジニョンのPARTY PEOPLE（2017年）
- トークモン（2017年）MC
- 1泊2日(2018年)ゲスト出演
- みにくいうちの子(2019年)ゲスト出演
- トロット神がやって来た（2020年）
- 知ってるお兄さん（2020年） - ゲスト出演
- トロット神がやって来た2-Last Chance（2020年）

### 広告
- ドシュトゥハオス（2010年・2011年、ケンブリッジコーロン男性用ブランド）
- ヘッジアクセサリ HAZZYS ACC（2011年 - 、LGファッションカジュアルアクセサリーブランド）
- K-Food（2013年-　韓国農水産食品流通公社　広報大使）
- シュウ・ウエムラ（2014年、シュウ・ウエムラ中国の広告モデル）
- The Class（2014年～2016年、韓国の服飾ブランド、アジア圏の広告モデル [CNBLUE]）
- STAYREAL（2015年、台湾の衣服ブランド[五月天のボーカル阿信がオーナー]、アジア圏の広告モデル [CNBLUE]）
- SKIN79（2015年～2016年、韓国の化粧品ブランド、韓国・中国両国の広告モデル）
- UnionPay BCカード（2014～現在、クレジットカード会社の広告モデル）
- About me（2017年、韓国の化粧品ブランド）

## 受賞歴
- 2009年『SBS演技大賞』 - ニュースター賞（イケメンですね）
- 2010年『SBS芸能大賞』 - ニュースター賞（SBS人気歌謡）
- 2010年『MBC放送芸能大賞』 - バラエティー部門人気賞（私たち結婚しました）
- 2010年『コリアドラマフェスティバル』 - ネチズン人気賞（イケメンですね）
- 2010年『スタイルアイコンアワーズニュースタイル』 - アイコン歌手部門（CNBLUE）
- 2010年『Mnetアジアンミュージックアワード』 - 男性新人賞（CNBLUE）
- 2010年『メロンミュージックアワード』 - 新人賞（CNBLUE）
- 2010年『GDA（ゴールデン・ディスク・アワード）』 - デジタル音源部門本賞（CNBLUE）
- 2012年『GDA（ゴールデン・ディスク・アワード）』- アルバム本賞（CNBLUE）
- 2012年『GDA（ゴールデン・ディスク・アワード）』- デジタル音源部門本賞（CNBLUE）
- 2012年『GDA（ゴールデン・ディスク・アワード）』- VIVIドリーム賞（CNBLUE）
- 2012年『GDA（ゴールデン・ディスク・アワード）』- アジア最高グループ賞（CNBLUE）
- 2012年『Kドラマスターアワード』 - 韓流スター賞（チョン・ヨンファ）
- 2013年『GDA（ゴールデン・ディスク・アワード）』- デジタル音源部門本賞（CNBLUE）
- 2013年『GAONミュージックアワード』- 韓流特別賞（CNBLUE）
- 2014年『MAMA（エムネットアジアン・ミュージックアワード）』ベストバンドパフォーマンス賞（CNBLUE）
- 2014年『GDA（ゴールデン・ディスク・アワード）』- デジタル音源部門本賞（CNBLUE）
- 2014年『ゴールデン・ディスク・アワード』- CeCi Asia Icon Award & Goodwill賞（CNBLUE）
- 2014年『ゴールデン・ディスク・アワード』- チャイナ・グッドウィルスター賞（CNBLUE）
- 2014年『ゴールデン・ディスク・アワード』- IQIYI Most Popular Star賞（CNBLUE）
- 2015年『中国 音楽風雲榜』- 海外歌手賞（ジョン・ヨンファ）
- 2015年『中国 音楽風雲榜』- 海外人気グループ賞（CNBLUE）
- 2015年『ELLEスタイルアワード』VOICE of ELLE インターナショナルミュージシャン（今年の歌手）賞（ジョン・ヨンファ）
- 2015年『MAMA（エムネットアジアン・ミュージックアワード）』ベストバンドパフォーマンス賞（CNBLUE）
- 2015年『ゴールデン・ディスク・アワード』- ベストボーカルパフォーマンスソロ賞（ジョン・ヨンファ）
- 2015年『ゴールデン・ディスク・アワード』- 本賞（CNBLUE）
- 2016年『MAMA（エムネットアジアン・ミュージックアワード）』ベストバンドパフォーマンス賞（CNBLUE）
- 2016年『ゴールデン・ディスク・アワード』- ベストKPOPバンド賞（CNBLUE）
- 2021年『KBS演技大賞』- 優秀演技賞［テバク不動産］